# ヘロニモ・スリタ・イ・カストロ

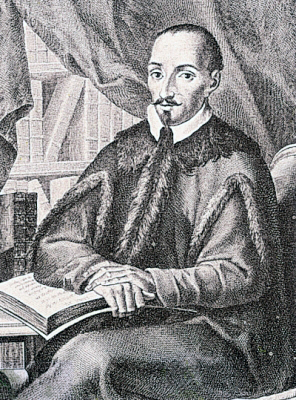
ヘロニモ・スリタ・イ・カストロ

ヘロニモ・スリタ・イ・カストロ（スペイン語: Jerónimo Zurita y Castro、1512年 - 1580年11月3日）は、スペイン王国の歴史家。

## 略歴
1512年、アラゴン王国のサラゴサで生まれた。アルカラ・デ・エナーレスで古代ギリシャ学者のエルナン・ヌニェス・デ・トレド・イ・グスマンに師事した。父のミゲル・デ・スリタが神聖ローマ皇帝カール5世の医師だったため、その影響力でバルバストロの裁判官という職にありついた。1537年、異端審問所の秘書補佐に任命され、1548年にアラゴン王国の公式年代記作家に任命された。1566年、スペイン王フェリペ2世により異端審問所の秘書に任命され、国王の署名が必要なすべての事務を任せた。
スリタは1571年1月21日にすべての役職から辞任、サラゴサで閑職を得て『アラゴン王国編年記』（Anales de la corona de Aragon）の執筆に集中した。編年記の第1巻は1562年に出版された。最終巻が1580年4月22日に出版されたのを見届けた後、同年11月3日に死去した。

## 評価
ブリタニカ百科事典第11版はスリタの作風が難解で枯淡としているが、権威であることには間違いないとし、スペインの史学派を創設したとした。スリタはアラゴンの文書局にある膨大な量の文書に飽き足らず、ローマ、ナポリ、シチリアの図書館で研究をつづけたという。
レオポルト・フォン・ランケは、『近世歴史家批判』においてスリタを高く評価した。